# Rhys Williams (angielski piłkarz)
Rhys Williams (ur. 3 lutego 2001 w Preston) – angielski piłkarz grający na pozycji środkowego obrońcy w szkockim klubie Aberdeen F.C.

## Kariera klubowa
Od 10. roku życia trenuje w akademii Liverpool F.C., w barwach którego zwyciężył w młodzieżowych rozgrywkach FA Youth Cup w roku 2019. W sierpniu tego samego roku został wypożyczony do drużyny Kidderminster Harriers.
Swój profesjonalny debiut w dorosłej drużynie zespołu z Anfield zaliczył 24 września 2020 roku w meczu EFL Cup przeciwko Lincoln City. 21 października 2020 roku zadebiutował w Lidze Mistrzów przeciwko Ajaksowi Amsterdam, zmieniając w doliczonym czasie spotkania Jamesa Milnera.

## Kariera reprezentacyjna
Zadebiutował w angielskiej kadrze do lat 21 w zremisowanym 3:3 meczu przeciwko Andorze 7 października 2020 roku.